# اوگنیانووو (استان پازارجیک)
اوگنیانووو (به بلغاری: Ognyanovo) یک منطقهٔ مسکونی در بلغارستان است که در استان پازارجیک واقع شده‌است.
 اوگنیانووو ۱۹٬۵۰۲ کیلومتر مربع مساحت و ۲٬۴۷۲ نفر جمعیت دارد و ۱۹۵ متر بالاتر از سطح دریا واقع شده‌است.